# Malu Galli
Malu Galli (Río de Janeiro, 17 de noviembre de 1971) es una actriz brasileña.
Tiene un hijo llamado Luiz y está casado con el artista plástico Afonso Tostes. Es actriz desde los 10 años y terminó su primer curso de teatro profesional desde hace 18 años.

## Filmografía

### Televisión
| Año  | Título                                  | Personaje                  |
| ---- | --------------------------------------- | -------------------------- |
| 1992 | Anos Rebeldes                           | Jurema                     |
| 2004 | Señora del destino                      | Enfermera                  |
| 2005 | Prova de Amor                           | Samanta                    |
| 2005 | Carga Pesada                            | Marta                      |
| 2007 | Mandrake                                | Flávia                     |
| 2007 | A Grande Família                        | Brigitte                   |
| 2008 | Queridos Amigos                         | Lúcia                      |
| 2008 | Três Irmãs                              | Liginha (Lígia Pedreira)   |
| 2009 | Aline                                   | Dolores Silva              |
| 2010 | Tempos Modernos                         | Iolanda Paranhos           |
| 2011 | La vida sigue                           | Dora                       |
| 2012 | As Brasileiras                          | Marilene                   |
| 2012 | Encantadoras                            | Lygia Mariz Ortega         |
| 2013 | Tapas & Beijos                          | Márcia                     |
| 2013 | A Mulher do Prefeito                    | Maria Fernanda             |
| 2014 | Questão de Família                      | Helena Salles              |
| 2014 | Imperio                                 | Eliane Medeiros            |
| 2015 | Partes de mí                            | Irene Fiúza Macedo         |
| 2015 | Totalmente Diva                         | Rosângela                  |
| 2017 | Malhação: Viva a Diferença              | Marta Gutierrez            |
| 2017 | Ciudad prohibida                        | Carla Parisi               |
| 2019 | Amor de Mãe                             | Lídia Martinelli           |
| 2020 | As Five                                 | Marta Gutierrez            |
| 2022 | Além da Ilusão                          | Violeta Camargo Tapajós    |
| 2022 | Desalma                                 | Mykhaila Lachovicz Felício |
| 2023 | Acampamento de Magia para Jovens Bruxos | Dorotéia Goffi             |
| 2024 | Renascer                                | Meire Carvalho             |
| 2025 | Garota do Momento                       | Violeta Camargo Barbosa    |
| 2025 | Vale Tudo                               | Celina Almeida Junqueira   |